# Trophée John-Horman
Le trophée John-Horman est remis annuellement au meilleur administrateur de la  Ligue de hockey junior Maritimes Québec (LHJMQ).

## Lauréats
Ci-dessous sont inscrits les vainqueurs du trophée,. Le trophée n'est pas remis en 2021 et 2022.
- 1989-1990 : Bunny Larocque, Tigres de Victoriaville
- 1990-1991 : Rolland Janelle, Voltigeurs de Drummondville
- 1991-1992 : Claude Lemieux, Laser de Saint-Hyacinthe
- 1992-1993 : Georges Marien, Lynx de Saint-Jean
- 1993-1994 : Jean-Claude Morrissette, Titan de Laval
- 1994-1995 : Jean Nadeau, Cataractes de Shawinigan
- 1995-1996 : André Jolicoeur, Océanic de Rimouski
- 1996-1997 : Harold MacKay, Mooseheads d'Halifax
- 1997-1998 : Lionel Brochu, Foreurs de Val-d'Or
- 1998-1999 : Charles Henry, Olympiques de Hull
- 1999-2000 : Maurice Tanguay, Océanic de Rimouski
- 2000-2001 : Mario Boucher, Cataractes de Shawinigan
- 2001-2002 : Saguenéens de Chicoutimi
- 2002-2003 : Sylvie Fortier, Drakkar de Baie-Comeau
- 2003-2004 : Sylvie Fortier, Drakkar de Baie-Comeau
- 2004-2005 : Eric Verrier, Voltigeurs de Drummondville
- 2005-2006 : Eric Verrier, Voltigeurs de Drummondville
- 2006-2007 : Pierre Dufour, Foreurs de Val-d'Or
- 2007-2008 : Mario Arsenault, Océanic de Rimouski
- 2008-2009 : Louis Painchaud, Remparts de Québec
- 2009-2010 : Kent Hudson, Rocket de l'Île-du-Prince-Édouard
- 2010-2011 : Wayne Long, Sea Dogs de Saint-Jean
- 2011-2012 : Paul MacDonald, Screaming Eagles du Cap-Breton
- 2012-2013 : Serge Proulx, Drakkar de Baie-Comeau
- 2013-2014 : Serge Proulx, Drakkar de Baie-Comeau
- 2014-2015 : Jonathan Doiron, Islanders de Charlottetown
- 2015-2016 : Louis Painchaud, Remparts de Québec
- 2016-2017 : Serge Proulx, Saguenéens de Chicoutimi
- 2017-2018 : Éric Boucher, Océanic de Rimouski
- 2018-2019 : Étienne Fortier, Drakkar de Baie-Comeau
- 2019-2020 : David Boies, Voltigeurs de Drummondville
- 2022-2023 : Remparts de Québec
- 2023-2024 : Tigres de Voctoriaville
- 2024-2025 : Joey Haddad, Eagles du Cap-Breton[3]